# Ergebnisse der Kommunalwahlen in Würzburg
In den folgenden Listen werden die Ergebnisse der Kommunalwahlen in Würzburg aufgelistet. Es werden die Ergebnisse der Stadtratswahlen ab 1996 angegeben.
Es werden nur diejenigen Parteien und Wählergruppen aufgelistet, die bei wenigstens einer Wahl mindestens zwei Prozent der gültigen Stimmen erhalten haben. Bei mehrmaligem Überschreiten dieser Grenze werden auch Ergebnisse ab einem Prozent aufgeführt. Das Feld der Partei, die bei der jeweiligen Wahl die meisten Stimmen bzw. Sitze erhalten hat, ist farblich gekennzeichnet.

## Parteien
- B’90/Grüne: Bündnis 90/Die Grünen → Grüne
- CSU: Christlich-Soziale Union in Bayern
- FDP: Freie Demokratische Partei
- Grüne: Bündnis 90/Die Grünen
- Linke: Die Linke
- ÖDP: Ökologisch-Demokratische Partei
- Rep: Die Republikaner
- SPD: Sozialdemokratische Partei Deutschlands

## Wählergruppen
- BF: Bürgerforum
- FWG: Freie Wählergemeinschaft
- UB: Unabhängige Bürger
- WL: Würzburger Liste
- ZfW: Zukunft für Würzburg

## Abkürzungen
- k. A.: keine Angabe
- Wbt.: Wahlbeteiligung

## Stadtratswahlen
Stimmenanteile der Parteien in Prozent
| Jahr | Wbt.  | Grüne | CSU  | SPD  | FWG | Linke | ÖDP | AfD | FDP | WL   | BF    | ZfW | REP | UB  |
| ---- | ----- | ----- | ---- | ---- | --- | ----- | --- | --- | --- | ---- | ----- | --- | --- | --- |
| 1996 | k. A. | 11,0  | 31,1 | 19,6 | 5,5 |       | 3,9 |     | 3,4 | 17,6 |       |     | 4,8 | 3,1 |
| 2002 | 54,4  | 10,5  | 32,1 | 18,4 | 5,7 |       | 2,4 |     | 4,0 | 12,6 | 7,3   |     | 3,8 | 3,5 |
| 2008 | 50,5  | 16,9  | 34,0 | 17,6 | 5,1 | 4,3   | 3,5 |     | 5,4 | 9,2  | 3,9   |     |     |     |
| 2014 | 45,5  | 17,5  | 33,0 | 19,5 | 6,4 | 2,823 | 3,8 |     | 3,7 | 5,7  | 2,821 | 4,7 |     |     |
| 2020 | 53,6  | 32,5  | 29,3 | 9,2  | 6,2 | 5,3   | 3,9 | 3,8 | 3,5 | 3,4  | 1,6   | 1,4 |     |     |

Sitzverteilung (nur Stadträte, ohne Oberbürgermeister)
| Jahr | Gesamt | Grüne | CSU | SPD | FWG | Linke | ÖDP | AfD | FDP | WL | BF | ZfW | REP | UB |
| ---- | ------ | ----- | --- | --- | --- | ----- | --- | --- | --- | -- | -- | --- | --- | -- |
| 1996 | 50     | 6     | 16  | 10  | 2   |       | 2   |     | 2   | 9  |    |     | 2   | 1  |
| 2002 | 50     | 5     | 17  | 9   | 3   |       | 1   |     | 2   | 6  | 3  |     | 2   | 2  |
| 2008 | 50     | 9     | 18  | 9   | 2   | 2     | 1   |     | 3   | 4  | 2  |     |     |    |
| 2014 | 50     | 9     | 17  | 10  | 3   | 1     | 2   |     | 2   | 3  | 1  | 2   |     |    |
| 2020 | 50     | 16    | 14  | 4   | 3   | 3     | 2   | 2   | 2   | 2  | 1  | 1   |     |    |

## Nachweise
1. ↑  Stadt Würzburg – Wahl des Stadtrats 2020